# Gornyj (Oblast' di Saratov)
Gornyj (in russo Горный?) è un insediamento di tipo urbano dell'oblast' di Saratov, in Russia; è il centro amministrativo del distretto Krasnopartizanskij.
Si trova sul fiume Sakma (affluente sinistro del Bol'šoj Irgiz), a est di Saratov.